# Maurice René Fréchet
Maurice René Fréchet, född 2 september 1878 i Maligny, Frankrike, död 4 juni 1973 i Paris, var en fransk matematiker som bland annat införde begreppet metriskt rum i sin doktorsavhandling från 1906. Hans studier av topologiska egenskaper och funktionaler på metriska rum kom att inverka mycket på topologin och funktionalanalysen och han kallas ofta grundaren av teorin om abstrakta rum. Han gjorde också flera viktiga bidrag till statistik och sannolikhet, liksom kalkyl. 

## Biografi
Fréchet föddes i en protestantisk familj i och var son till Jacques och Zoé Fréchet. Vid hans födelse var fadern chef för ett protestantiskt barnhem i Maligny och utsågs senare under hans ungdom till chef för en protestantisk skola. Den nyetablerade tredje republiken sympatiserade dock inte med religiös utbildning och därför antogs lagar som krävde att all utbildning skulle vara sekulär. Hans far förlorade då sitt arbete och för att generera en viss inkomst startade hans mor ett pensionat för utlänningar i Paris. Hans far kunde senare få en annan lärartjänst inom det sekulära systemet – det var dock inte ett huvuduppdrag, och familjen kunde inte ha de materiella förväntningar som de annars skulle ha haft.
Fréchet gick på gymnasiet Lycée Buffon i Paris där han lärde sig matematik av Jacques Hadamard. Denne insåg sin elevs potential och bestämde sig för att undervisa honom enskilt. Efter att Hadamard flyttat till Universitetet i Bordeaux 1894 skrev han regelbundet till Fréchet och gav honom matematiska uppgifter med efterföljande kritik av eventuella misstag. Mycket senare erkände Fréchet att problemen fick honom att leva i en ständig oro för att inte kunna lösa dem, även om han var mycket tacksam för den speciella relationen med Hadamard som han hade förmånen av.
Efter avslutad gymnasieskola var Fréchet tvungen att skriva in sig i militärtjänst. Det var då han bestämde sig för att studera matematik eller fysik, men valde matematik eftersom han ogillade de kemikurser han annars skulle varit tvungen att ta. År 1900 skrev han in sig på École normale supérieure för att studera matematik.
Han började publicera dins resultat ganska tidigt och hade publicerat fyra artiklar 1903. Han publicerade också några av sina tidiga artiklar för American Mathematical Society genom sina kontakter med amerikanska matematiker i Paris, särskilt Edwin Wilson. 
Fréchet gifte sig 1908 med Suzanne Carrive och fick fyra barn: Hélène, Henri, Denise och Alain.

## Karriär och vetenskapligt arbete
Fréchet tjänstgjorde vid många olika institutioner under sin akademiska karriär. Från 1907 till 1908 var han professor i matematik vid Lycée i Besançon, och flyttade sedan 1908 till Lycée i Nantes för att stanna där i ett år. Därefter tjänstgjorde han vid Universitetet i Poitiers åren 1910-1919.
Fréchet planerade att tillbringa ett år i USA vid University of Illinois, men hans plan avbröts 1914 av första världskriget. Han mobiliserades den 4 augusti samma år. På grund av sina olika språkkunskaper, som han fick när hans mor drev pensionatet för utlänningar, tjänstgjorde han som tolk för den brittiska armén. Detta var dock inte ett säkert jobb. Han tillbringade två och ett halvt år mycket nära eller längst fram vid fronten. Franska jämlikhetsideal fick många akademiker att mobiliseras. De tjänstgjorde i skyttegravarna och många av dem gick förlorade under kriget. Det är anmärkningsvärt att han under sin tjänst i kriget fortfarande ofta lyckades producera banbrytande matematiska uppsatser trots att han hade lite tid att ägna sig åt matematik.
Efter krigsslutet valdes Fréchet till att åka till Strasbourg för att hjälpa till med återupprättandet av universitetet. Han var professor i högre analys och föreståndare för matematikinstitutionen. Trots att han tyngdes av administrativt arbete kunde han återigen producera en stor mängd högkvalitativ forskning.
År 1928 bestämde sig Fréchet för att flytta tillbaka till Paris, tack vare uppmuntran från Émile Borel, som då var professor i sannolikhetskalkyl och matematisk fysik vid Sorbonne. Fréchet innehade en kort tid som föreläsare vid Sorbonnes Rockefeller Foundation och var från 1928 biträdande professor. Fréchet befordrades till professor för allmän matematik 1933 och till professor för differential- och integralkalkyl 1935. År 1941 efterträdde Fréchet Borel som professor i sannolikhetskalkyl och matematisk fysik, en position Fréchet innehade tills han gick i pension 1949. Från 1928 till 1935 fick Fréchet också ansvar för föreläsningar vid École normale supérieure. I denna senare position kunde Fréchet leda ett betydande antal unga matematiker mot forskning i sannolikhet, såsom Doeblin, Fortet, Loève och Jean Ville.
Trots sina stora prestationer var Fréchet inte alltför uppskattad i Frankrike. Trots att han var nominerad flera gånger, valdes han inte till ledamot av Franska vetenskapsakademin förrän vid 78 års ålder. År 1929 blev han utländsk ledamot av polska akademin för konst och vetenskap och 1950 utländsk ledamot av Royal Netherlands Academy of Arts and Sciences.
Fréchet var esperantist och publicerade några artiklar och artiklar på det konstruerade språket. Han var även ordförande för Internacia Scienca Asocio Esperantista 1950–1953.